# 中村治兵衛 (貴族院議員)
中村 治兵衛（なかむら じへえ、1851年7月9日（嘉永4年6月11日）- 1927年（昭和2年）2月26日）は、明治から昭和時代初期の政治家、銀行家。貴族院多額納税者議員。旧姓は長岡。

## 経歴
盛岡出身。長岡半兵衛の六男として生まれ、21歳の時、糸屋中村家の治郎兵衛の養子となり、呉服太物商を継ぐ。1889年（明治22年）盛岡市会議員に当選。1897年（明治30年）盛岡銀行取締役、1904年（明治37年）盛岡電気取締役、1908年（明治41年）岩手県農工銀行取締役を歴任。ほか、盛岡織物商組合長などを務めた。1911年（明治44年）岩手県多額納税者として貴族院議員に互選され、同年9月29日から1916年（大正5年）9月25日まで在任した。盛岡天満宮の修復に当たった。

## 家族・親族
- カツ (四女、貴族院議員 平井六右衛門養女)[1]
- ツヤ (二女、貴族院議員 三田義正弟源四郞妻)[7]